# Astaldo degli Astalli
Astaldo degli Astalli (zm. 1161) – włoski kardynał. Pochodził z Rzymu, ze szlacheckiej rodziny osiadłej w pobliżu Koloseum. Nominację kardynalską (jako diakon S. Eustachio) otrzymał od Celestyna II w grudniu 1143. W marcu 1151 papież Eugeniusz III promował go do rangi kardynała-prezbitera S. Prisca. W trakcie podwójnej elekcji 1159 udzielił poparcia Aleksandrowi III i podpisał manifesty w jego obronie w październiku 1159 i w kwietniu 1160. Podpisywał bulle papieskie do 10 lipca 1161 i niedługo po tej dacie zapewne zmarł.